# سلطان الغنام
سلطان الغنام (به عربی: سلطان الغنام؛ زادهٔ ۶ مهٔ ۱۹۹۴) یک بازیکن فوتبال اهل عربستان است که در پست دفاع راست برای باشگاه فوتبال النصر در لیگ حرفه‌ای عربستان و تیم ملی فوتبال عربستان بازی می‌کند.

## افتخارات

### باشگاهی

#### النصر
- لیگ حرفه‌ای عربستان
  - قهرمان (۱): ۲۰۱۹–۲۰۱۸
- سوپرجام عربستان
  - قهرمان (۲): ۲۰۱۹، ۲۰۲۰
- جام قهرمانان باشگاه‌های عربی
  - قهرمان (۱): ۲۰۲۳